# Jardier (album)
Jardier, znan tudi kot Seasons, je debitantski studijski album slovenske indie rock skupine Jardier, izdan pri založbi Comradfilm 21. oktobra 2015 v obliki digitalnega prenosa in 31. oktobra v obliki CD-ja.
Skladba »Pieces« je bila med prvimi posnetimi in je bila oktobra 2014 izdana na kompilaciji Val 014 – Imamo dobro glasbo.
Decembra 2017, več kot dve leti po izdaji albuma, je izšel singl "Dust of Time". Aprila 2018 je izšel singl "In the Garden".

## Kritični odziv
V Mladini, kjer je bil album ocenjen s popolnimi 5 zvezdicami, je Veljko Njegovan za album trdil, da »pritegne s preprostim, a zelo izpopolnjenim pristopom, mešanico izrazito sugestivnega vokala pevca in avtorja besedil Alexa Raztresena ter klasičnega rocka z vplivi folka, bluesa, popa, z opaznim pogledom v zapuščino rocka in seveda več kot aktualnimi in sodobnimi skladbami v angleškem jeziku, ki se jih ne bi sramovali niti trenutno najimenitnejši svetovni predstavniki t. i. indie rocka.« Marko Milosavljević je zapisal, da »v slovenski avtorski glasbi nikoli nismo imeli česa podobnega: Jardier zveni ultramoderno in retro hkrati, svetovno in pristno , nekje visoko nedosegljivo in hkrati nekje čisto blizu«, ter »izvrstna plošča«, skupina »kliče na spomin« Tindersticks, Lampchop, Elbow in U2 v času Joshua Tree.
Na portalu 24ur.com je bil uvrščen na 3. mesto najboljših domačih albumov leta. Spletna revija Hrupmag pa je album uvrstila na 7. mesto najboljših albumov 2015.

### Priznanja
| objava   | uvrstitev | seznam                     |
| -------- | --------- | -------------------------- |
| 24ur.com | 3.        | Albumi 2015 – domača scena |
| Hrupmag  | 7.        | Best of 2015               |

## Seznam pesmi
Vse pesmi in vsa besedila je napisal Alex Jardier.
| Št.             | Naslov           | Dolžina |
| --------------- | ---------------- | ------- |
| 1.              | „Pieces‟         | 4:03    |
| 2.              | „Sailor‟         | 4:07    |
| 3.              | „Dawn on Me‟     | 3:59    |
| 4.              | „Core‟           | 4:32    |
| 5.              | „Tension‟        | 3:32    |
| 6.              | „Autumn in July‟ | 5:08    |
| 7.              | „In the Garden‟  | 3:41    |
| 8.              | „Come Home‟      | 5:01    |
| 9.              | „Dust of Time‟   | 4:14    |
| 10.             | „Final Storm‟    | 4:11    |
| Skupna dolžina: | Skupna dolžina:  | 42:22   |

## Zasedba
Jardier
- Alex Jardier — vokal, kitara
- Jure Pohleven — kitara, sintesajzer
- Borut Perše — kitara
- Dejan Slak — bas kitara
- Andrej Zavašnik — bobni

Ostali
- Zed — produkcija
- Mathieu Bameulle — mastering
- Davor Kralj — slikovni material
- Mateja Tomažinčič — oblikovanje ovitka